# نسخ احتياطي تفاضلي
النسخ الاحتياطي التفاضلي (بالإنجليزية: Differential backup)‏ هو نوع من النسخ الاحتياطي للبيانات الذي يحافظ على البيانات، مما يوفر فقط الفرق في البيانات منذ آخر عملية نسخ احتياطي كاملة. والأساس المنطقي في هذا هو أنه بما أن التغييرات في البيانات تكون بشكل عام قليلة مقارنة بكمية البيانات في مستودع البيانات، فإن مقدار الوقت اللازم لإكمال النسخة الاحتياطية سيكون أصغر مما لو تم إجراء نسخ احتياطي كامل في كل مرة تقوم فيها المنظمة أو مالك البيانات يرغب في إجراء نسخ احتياطي للتغييرات منذ آخر نسخة احتياطية كاملة. وهناك ميزة أخرى، على الأقل بالمقارنة مع طريقة النسخ الاحتياطي التزايدي للنسخ الاحتياطي للبيانات، وهي أنه في وقت استعادة البيانات، يكون هناك في الغالب اثنين من وسائط النسخ الاحتياطية اللازمة لاستعادة جميع البيانات. هذا يبسط استعادة البيانات وكذلك يزيد من احتمال تقصير وقت استعادة البيانات.

## المعنى
النسخ الاحتياطي التفاضلي هو نسخة احتياطية تراكمية لجميع التغييرات التي تمت منذ آخر عملية نسخ احتياطي كاملة، على سبيل المثال، الاختلافات منذ آخر عملية نسخ احتياطي كاملة. ميزة هذا هو أسرع وقت الاسترداد، تتطلب فقط نسخة احتياطية كاملة والنسخ الاحتياطي التفاضلي الأخير لاستعادة مخزن البيانات بأكمله. يتمثل العيب في أن كل يوم ينقضي منذ آخر عملية نسخ احتياطي كاملة، يجب نسخ المزيد من البيانات، خاصة إذا تغيرت نسبة كبيرة من البيانات، وبالتالي زيادة وقت النسخ الاحتياطي مقارنةً بالطريقة الاحتياطية المتزايدة.
من المهم استخدام المصطلحات «نسخ احتياطي تفاضلي» و«نسخ احتياطي تزايدي» بشكل صحيح. يستخدم المصطلحان على نطاق واسع في الصناعة، واستخدامها هو معيار عالمي. يشير النسخ الاحتياطي التفاضلي إلى نسخة احتياطية تم إجراؤها لتضمين الاختلافات منذ آخر نسخ احتياطي كامل، بينما يحتوي النسخ الاحتياطي التزايدي على التغييرات فقط منذ النسخة الاحتياطية المتزايدة الأخيرة. (أو، بالطبع، منذ آخر نسخة احتياطية كاملة إذا كانت النسخة الاحتياطية المتزايدة في الأسئلة هي النسخة الاحتياطية المتزايدة الأولى مباشرة بعد النسخ الاحتياطي الكامل الأخير.) تم توحيد جميع بائعي النسخ الاحتياطي للبيانات الرئيسية على هذه التعريفات.